# Pla Delta

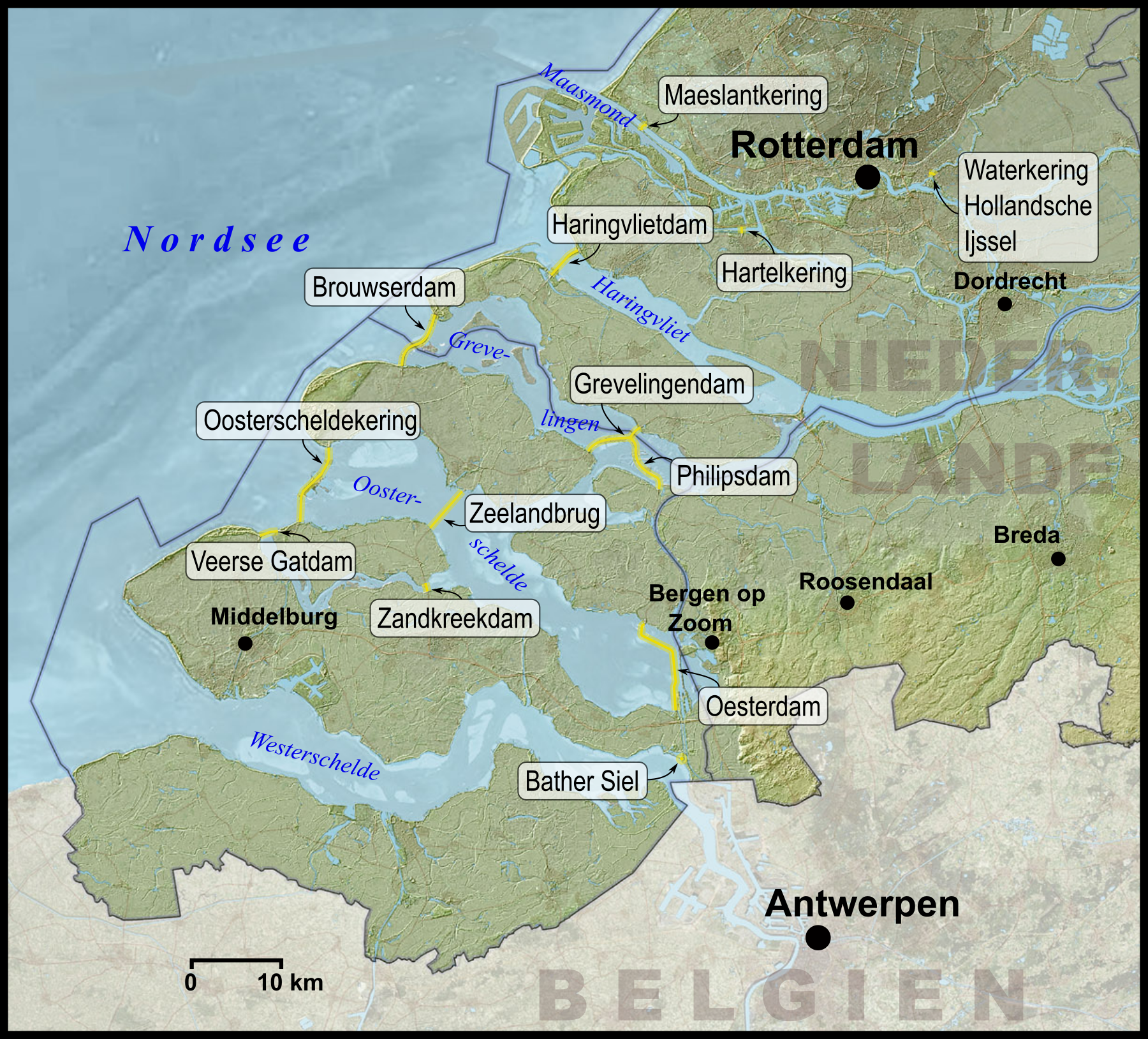
Obres del Pla Delta

El Pla Delta és un conjunt d'obres de protecció contra nivells alts de l'aigua del mar a les províncies de Zelanda i Holanda del Sud, Països Baixos.

## Justificació
Bona part dels Països Baixos es troba sota el nivell del mar i és habitable gràcies a la protecció que ofereixen els dics i cadenes de dunes costaneres, a més del constant bombament d'aigua excedent cap a rius i el mar (els rius hi són sovint per sobre de les terres circumdants). Tanmateix, en cas de tempestes marítimes fortes, la protecció pot ser insuficient. Aquest fou el cas el 1953, quan molts dics es trencaren i s'inundaren àrees extenses. 1.835 persones perderen la vida, més de 70.000 foren evacuades, desenes de milers d'animals s'ofegaren i 4.500 edificis foren destruïts. Per provar d'evitar que un episodi així es tornés a repetir, es decidí la realització d'obres de protecció costanera durant un període previst de més de 25 anys, tot reduint la línia de la costa (i per tant longitud a protegir) de 700 a 25 km.

## Construcció
El Pla Delta es realitzà sota la supervisió del Rijkswaterstaat en un període de gairebé 40 anys, acabada amb la finalització de la resclosa antimarejada «Maeslantkering» el 1997. El Pla Delta consisteix en les següents obres:

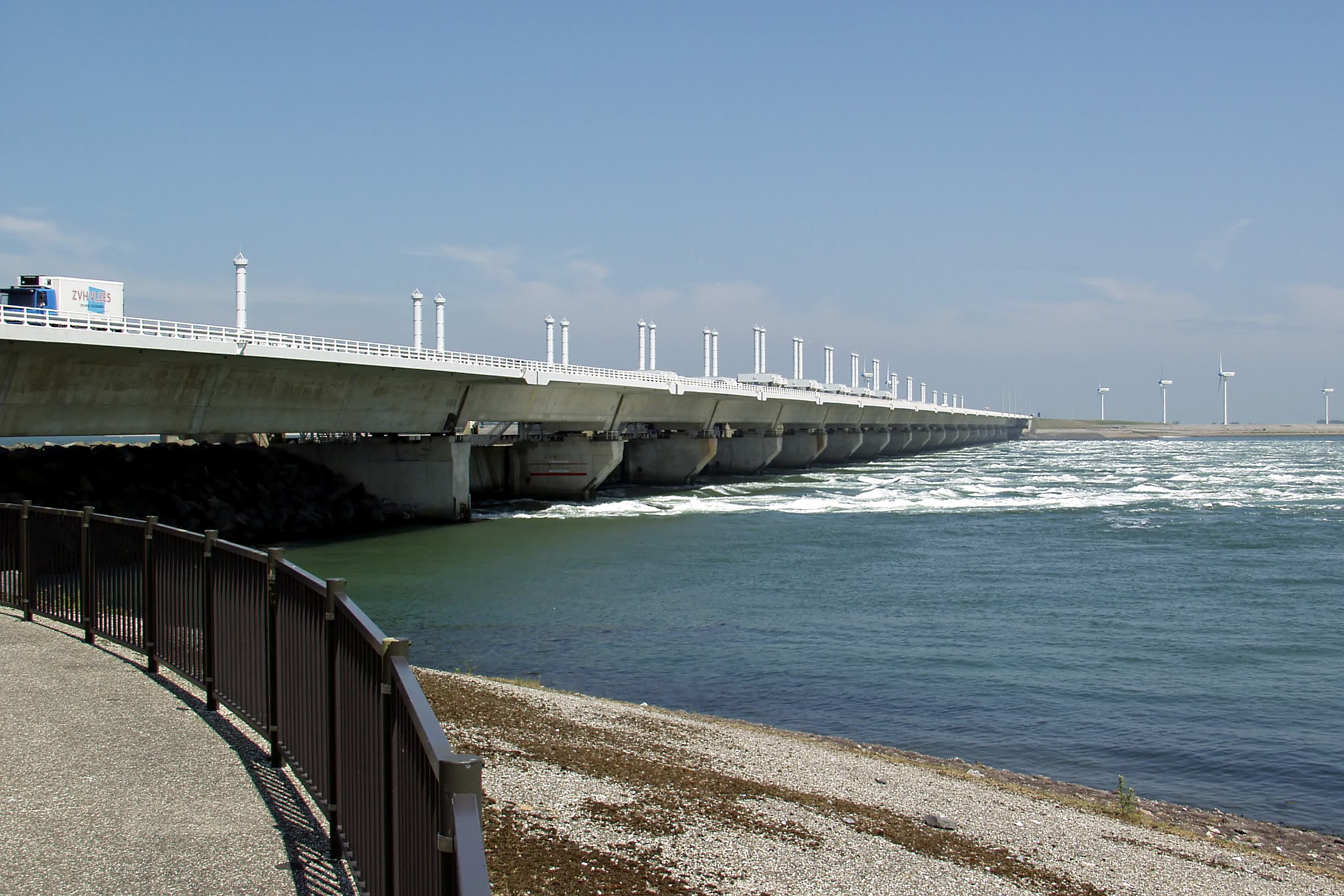
Les comportes de l'Oosterscheldekering deixant passar aigua

- Stormvloedkering Hollandse IJssel (1958)
- Zandkreekdam (1960)
- Veerse Gatdam (1961)
- Grevelingendam (1965)
- Volkerakdam (1969)
- Haringvlietdam (1971)
- Brouwersdam (1971)
- Markiezaatskade (1983)
- Oosterscheldekering (1986)
- Oesterdam (1987)
- Philipsdam (1987)
- Bathse spuisluis (1987)
- Maeslantkering (1997)

Per a la construcció d'aquestes obres s'emprà tecnologia única, especialment per a les rescloses antimarejada Oosterscheldekering i Maeslantkering, amb entre d'altres, construcció d'illes temporals, maquinària especial, i tancament opcional de rius.